# صلاح الدين رضا البزري
صلاح الدين رضا البزري (1958 - 1901)؛ رئيس بلدية صيدا من العام 1936 لغاية 1953 ونائب عن مدينة صيدا بعد اغتيال رئيس الوزراء اللبناني رياض الصلح في الأردن عام 1951. ترك صلاح الدين مجلس النواب بعد سقوط الرئيس بشارة الخوري وحل مجلس النواب والدعوة إلى انتخاب مجلس نواب جديد عام 1953 فلم يترشح وأفسح المجال للدكتور نزيه البزري للترشيح لهذا المنصب.

## نشأته
ولد صلاح الدين البزري في صيدا عام 1901 وهو الابن الثالث من أسرة تتألف من أربع بنات وأربعة ذكور.